# Clerota jeanvoinei
Clerota jeanvoinei är en skalbaggsart som beskrevs av Valck Lucassen 1931. Clerota jeanvoinei ingår i släktet Clerota och familjen Cetoniidae. Inga underarter finns listade i Catalogue of Life.